# Huldange
Huldange (lb. Huldang, niem. Huldingen) – wieś (Uertschaft) w północnym Luksemburgu, w kantonie Clervaux, w gminie Troisvierges. Do 3 października 2015 miejscowość leżała w dystrykcie Diekirch.

## Demografia
We wsi mieszka 455 osób (1 stycznia 2023).